# Clement Greenberg
Clement Greenberg (New York, 16 gennaio 1909 – New York, 7 maggio 1994) è stato un critico d'arte statunitense.

## Biografia
Nel 1938 pubblicò sulla Partisan Review il saggio Avant-Gard and Kitsch. 
Sostenitore della tendenza artistica detta "Colour field", cioè pittura a campi di colore, nei suoi scritti Recentness of Sculpture (Attualità della scultura) e Towards a Newer Laocoon (Verso un nuovo Laocoonte, 1940) si scontra col movimento del Minimalismo. Secondo Greenberg, infatti, la Minimal Art sarebbe il frutto di un concetto di progettazione di basso livello, mentre l'arte vera si baserebbe sul sentimento, come dimostrano artisti come Raffaello e Jackson Pollock.